# Measojarîvka, Svatove
Measojarîvka (în ucraineană М'ясожарівка) este un sat în comuna Stelmahivka din raionul Svatove, regiunea Luhansk, Ucraina.

## Demografie
Componența lingvistică a localității Measojarîvka
     Ucraineană (100%)
Conform recensământului din 2001, toată populația localității Measojarîvka era vorbitoare de ucraineană (100%).